# Glenn Quinn
Glenn Martin Christopher Francis Quinn (Dublin, 28 mei 1970 - Hollywood, 3 december 2002) was een Iers-Amerikaans acteur. Hij groeide op in Cabinteely, Ierland. In 1988 vertrok hij samen met zijn moeder en twee zusters naar de Verenigde Staten. Om rond te komen nam hij divers werk aan, van het schilderen van huizen tot werk in restaurants en cafés.
Hij deed commercials voor Pepsi en Ray-ban en verscheen in de muzikale opname van "Satisfied". Tevens had hij een kleine rol in Beverly Hills, 90210. In 1991 had hij zijn eerste grote rol naast John Travolta in "Shout". Tussen 1990 en 1997 speelde Quinn in 75 afleveringen van de televisieserie Roseanne. Hij speelde de rol van Mark Healy, de vriend en later echtgenoot van oudste dochter Becky Conner. 
Vanaf 1999 verscheen hij als half-demon Allen Francis Doyle in de televisieserie Angel, een spin-off van Buffy the Vampire Slayer. 
Quinn had diverse hobby's, zoals Star Wars, muziek en autoraces. In Los Angeles was hij mede-eigenaar van nachtclub Goldfingers. In december 2002 zat hij financieel aan de grond. Door zijn heroïneverslaving raakte hij zijn onderneming en woning kwijt. De politie trof hem begin december 2002 dood aan op de bank in het huis van een vriend. Het autopsierapport concludeerde dat de doodsoorzaak een overdosis heroïne was geweest. Het rapport wees uit dat Quinns lichaam zwaar beschadigd was door overmatig drank- en drugsgebruik. Zijn lever en andere organen waren in slechte staat voor iemand van zijn leeftijd. 
Voor zijn begrafenis richtte Roseanne-collega Michael Fishman een fonds op waardoor vrienden en anderen de familie Quinn financieel konden ondersteunen en van waaruit de begrafenis betaald kon worden.

## Filmografie
- Call Me Anna - George Chakiris (1990) (televisiefilm)
- Silhouette - Darren Lauder (1990) (televisiefilm)
- Shout - Alan (1991)
- Dr. Giggles - Max Anderson (1992)
- Live Nude Girls - Randy Conzini (1995)
- Campfire Tales - Scott Anderson / Ambulancebroeder #1 (1997)
- Some Girl - Jeff (1998)
- At Any Cost - Ben (2000) (televisiefilm)
- R.S.V.P. - Prof. Hal Evans (2002)

### Televisieseries
*Exclusief eenmalige gastrollen
- Roseanne -	Mark Healy (1990–1997 + 2018 (in memoriam in afl. Eggs Over, Not Easy))
- Covington Cross - Cedric Grey (1992)
- Angel - Allen Francis Doyle (1999 + 2003 / 2004 (in memoriam in afl. Long Day's Journey en archiefbeeld in afl. You're Welcome))

- Gemeinsame Normdatei: 1091099154
- International Standard Name Identifier: 0000 0000 4682 4524
- Library of Congress Control Number: no2008172281
- Virtual International Authority File: 51518698
- WorldCat: E39PBJvRWqH3JGqT4yrm6CwHmd